# Ђорђе Војтех
Ђорђе Војтех је био предводник устанка Словена у Поморављу 1072. године. 
Сам устанак је избио у Бугарској теми Византијског царства, а организатори побуне били су бољари из Скопља. Вођа устанка постао је најугледнији члан рода кавхана, Ђорђе Војтех. Одмах на почетку устанка, устаници су се обратили за помоћ српском владару Михаилу који је пристао да им пошаље свог сина Константина Бодина за вођу. 
У Призрену на јесен 1072. године уз присуство војводе Петрила и вође покрета Ђорђа Војтеха, Константин Бодин је проглашен за цара под именом Петар. Ђорђе Војтех је после напредовања Константина Бодина и војводе Петрила под притиском византијске војске ипак предао Скопље Ромејима. И поред тога остао је непријатељ византијске управе и препоручивао Константину Бодину да крене на Скопље и уништи византијску војску и њене заповеднике. Византијска војска кренула је у сусрет војсци Константина Бодина, који је кренуо према Скопљу, и поразила га код места Пауни на Косову и Метохији. То је последњи пут да се Ђорђе Војтех појављује у писаним документима.